# Šumani
Šumani (cyr. Шумани) – wieś w Czarnogórze, w gminie Pljevlja. W 2011 roku liczyła 191 mieszkańców.